# Graymoor-Devondale
La ville de Graymoor-Devondale est située dans le comté de Jefferson, dans le Commonwealth du Kentucky, aux États-Unis. Sa population, qui s’élevait à 2 870 habitants lors du recensement de 2010, est estimée à 2 948 habitants en 2019.

## Histoire
La localité est issue de la fusion des cities de Graymoor et Devondale le 6 novembre 1985. Celles-ci ont été réincorporées ensemble le 23 novembre 1987.

## Source
- (en) Cet article est partiellement ou en totalité issu de l’article de Wikipédia en anglais intitulé « Graymoor-Devondale, Kentucky » (voir la liste des auteurs).

1. ↑  Rennick, Robert M., Kentucky Place Names, University Press of Kentucky, 1987, 123 p. (lire en ligne)
2. ↑  (en) Commonwealth of Kentucky. Office of the Secretary of State. Land Office. "Graymoor-Devondale, Kentucky". Consulté le 28 juillet 2013
3. ↑  (en) « Population and Housing Unit Estimates » (consulté le 21 mai 2020)
4. ↑  (en) « Census of Population and Housing », Census.gov (consulté le 4 juin 2015)